# Língua urequena
O urequena, urekena, ou orelhudos é uma língua extinta da família linguística andoque-urequena falada no rio Içá. Um vocabulário foi coletado por Johann Natterer (1831).

## Vocabulário
Comparação lexical entre o urequena e o andoque:
| Português   | Urequena (transcição) | Urequena (AFI) | Andoque                   |
| ----------- | --------------------- | -------------- | ------------------------- |
| 1.S         | no-, nö-              | no-, nə-       | no-, o-                   |
| 3.S.INDEF   | ni-, in-              | ni-, in-       | ni-, i-                   |
| 1.P         | kau-                  | kau-           | ka(a)-                    |
| água        | da u koü              | daukʷɯ         | dʌʉhʉ                     |
| arco        | bàarù                 | baaru          | pãhã-se ‘arco’            |
| banana      | kòka-rè               | kɔka-ræ        | kɒkɒ-pɤ                   |
| braço       | -nùka                 | -nũka          | -nõka                     |
| cabeça      | -nari                 | -nari          | -taiː                     |
| canoa       | pau kö                | paukə          | pukə̃                      |
| chuva       | da oié                | dawiæ          | dɤʔi                      |
| dedo        | -ni-rui               | -ni-rui        | -si-domĩ                  |
| dente       | -konì                 | -konĩ          | -kónĩ                     |
| estômago    | -tuu                  | -tuː           | -tura                     |
| estrela     | vuai kùi              | βuaikui        | fʉəkhʉ                    |
| língua      | -tschoru              | -ʧoru          | -sonə̃                     |
| machado     | föü                   | ɸəɯ            | pʌʌ                       |
| milho       | schuu                 | ʃuu            | soboi                     |
| nariz       | -vüta                 | -βɯta          | -pɤta                     |
| olho        | -jakoü                | -jakoɯ         | -ákʌ                      |
| pantorrilha | -va                   | -βa            | -pã ‘perna’               |
| perna       | -va-tana              | -βa-tana       | -pã ‘perna’; -tanə̃ ‘osso’ |
| rede        | kooma͠n                | koːmã          | komə̃                      |
| unha        | govü-tarü             | ɡoβɯ-tarɯ      | -si-kopɤ                  |